# Lucas Bitencourt
Lucas Bitencourt (Nova Odessa, 12 de março de 1994) é um ginasta artístico brasileiro.

## Carreira
Lucas Bitencourt conquistou a medalha de prata nos Jogos Pan-Americanos de 2015 em Toronto na categoria por equipes.